# 北京展览馆
北京展览馆，位于北京市西城区西直门外大街135号，1954年建成。是蘇聯援建項目之一，模仿莫斯科全联盟农业展览馆。

## 历史
北京展览馆西邻北京动物园，东邻北京地铁西直门站和铁路北京北站。是北京市第一座大型综合性展览馆；该馆是在苏联援助下，由中国20多个援建省、1万多名工人、6千多名中国人民解放军战士参与建设的，1953年10月15日举行开工典礼，历时1年，于1954年9月10日竣工，毛泽东亲笔题写馆名“苏联展览馆”。此外，为保证外地来京参观者的食宿安排，北京市同时在苏联展览馆以西一里处的后二里沟和前二里沟之间修建由10座建筑组成的苏联展览馆招待所，即后来的西苑饭店。
1958年，根据周恩来的意见，“苏联展览馆”更名为“北京展览馆”。该馆建成后的第一个展览是苏联领导人赫鲁晓夫访华时的1954年10月2日举办的“苏联经济及文化建设成就展览会”，展出了苏联带来的11500余件商品。随后，该展览馆相继举办“捷克斯洛伐克十年社会主义建设成就展览会”、“日本商品展览会”等等。
该馆占地面积约14万平方米，由北京首旅集团旗下的北京展览馆集团有限公司营运，如今其内设有四家经营单位：北京展览馆展览中心、北京展览馆剧场、莫斯科餐厅和北京展览馆宾馆。

## 建筑
展览馆为俄国式建筑，造型厚重磅礴而又不失典雅，馆前设有巨大的喷水池；中央建筑上方有一高塔，塔尖上有一颗红五角星，两侧是由18根雕花立柱组成的弧形柱廊。
在建设施工过程中，要将几吨重的红星吊上距地面103米的空中，并安放到塔尖上。丰台桥梁厂的老师傅们提议采用滑轮滚杠的土法吊装。苏联专家起初反对，后来同意尝试，最终吊装成功。1976年唐山大地震时，塔尖红星受损，此后重新安装了一颗红星，比原先的轻，为内装128盏灯的不锈钢框架，重750公斤，直径2.5米。

### 北京展览馆展览中心
北京展览馆展览中心隶属于北京展览馆，是“从事组织策划展会及活动、场地销售、运营服务、工程搭建，为展会提供项目全程接待、延伸服务的专业展馆”。
北京展览馆拥有场馆及会议设施。场馆总面积达到3万平方米，其中室内展馆面积为2.2万平方米，室外展场面积为1万平方米，由12个展厅组成。 

### 北京展览馆剧场

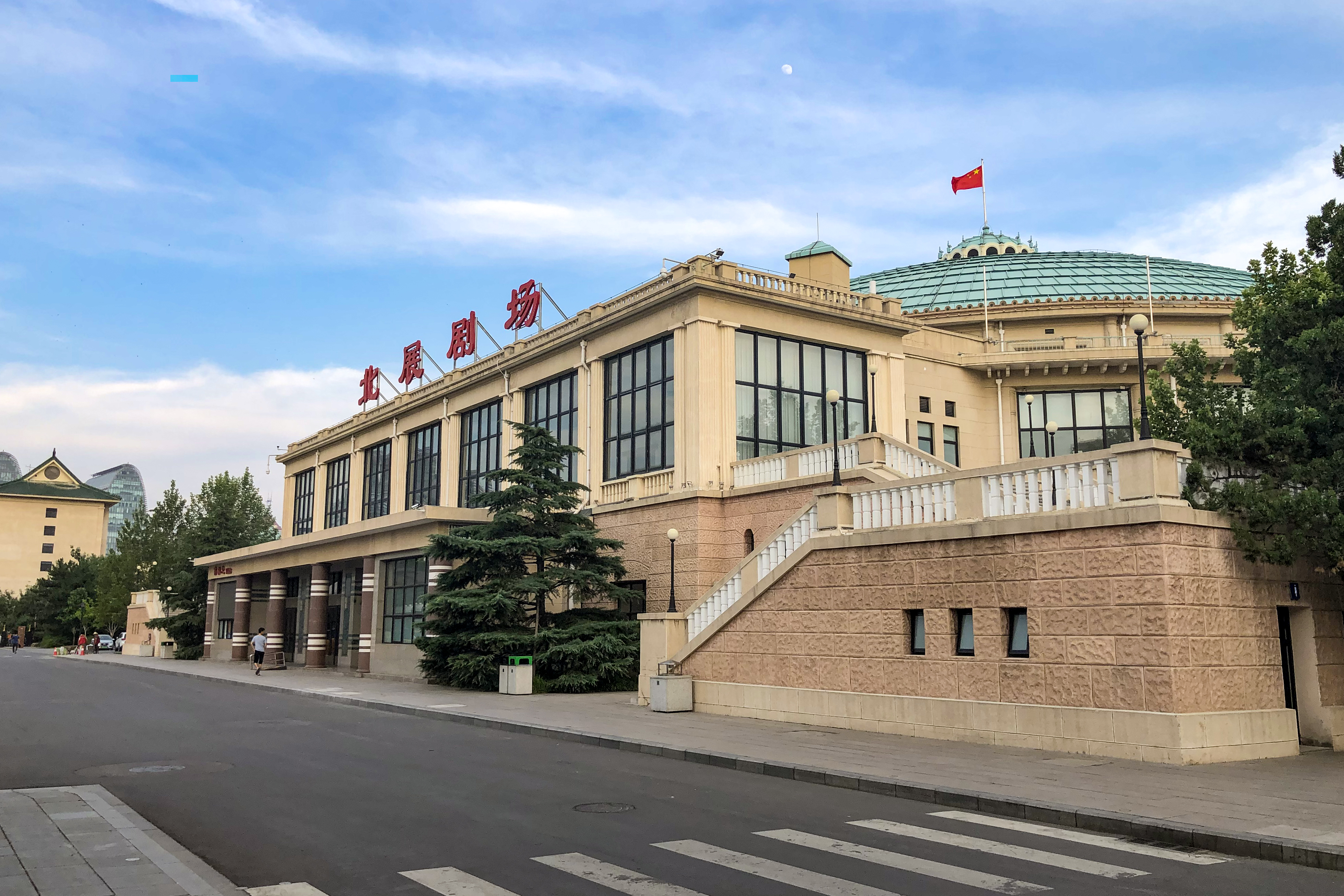
北展剧场

北京展览馆剧场（英語：BEIJING EXHIBITION CENTER THEATER，以下简称“北展剧场”）是北京客容量最大的专业演出剧场，起初是一个露天剧场，始建于1954年，1959年加顶，改建成室内剧场。
北展剧场的舞台台口宽18米，面积400多平方米，其中可升降乐池的面积50平方米；观演大厅直径62米，共有43排2763个座位；后台还设有演员化妆间6间，可供200多人同时化妆。
北展剧场初建时，苏联各个芭蕾舞团、交响乐团、合唱团常在这里演出，如今北展剧场依然是北京重要的演出场所之一，以举办大型芭蕾舞、交响乐、歌剧、舞剧、演唱会和相声为主。

### 莫斯科餐厅

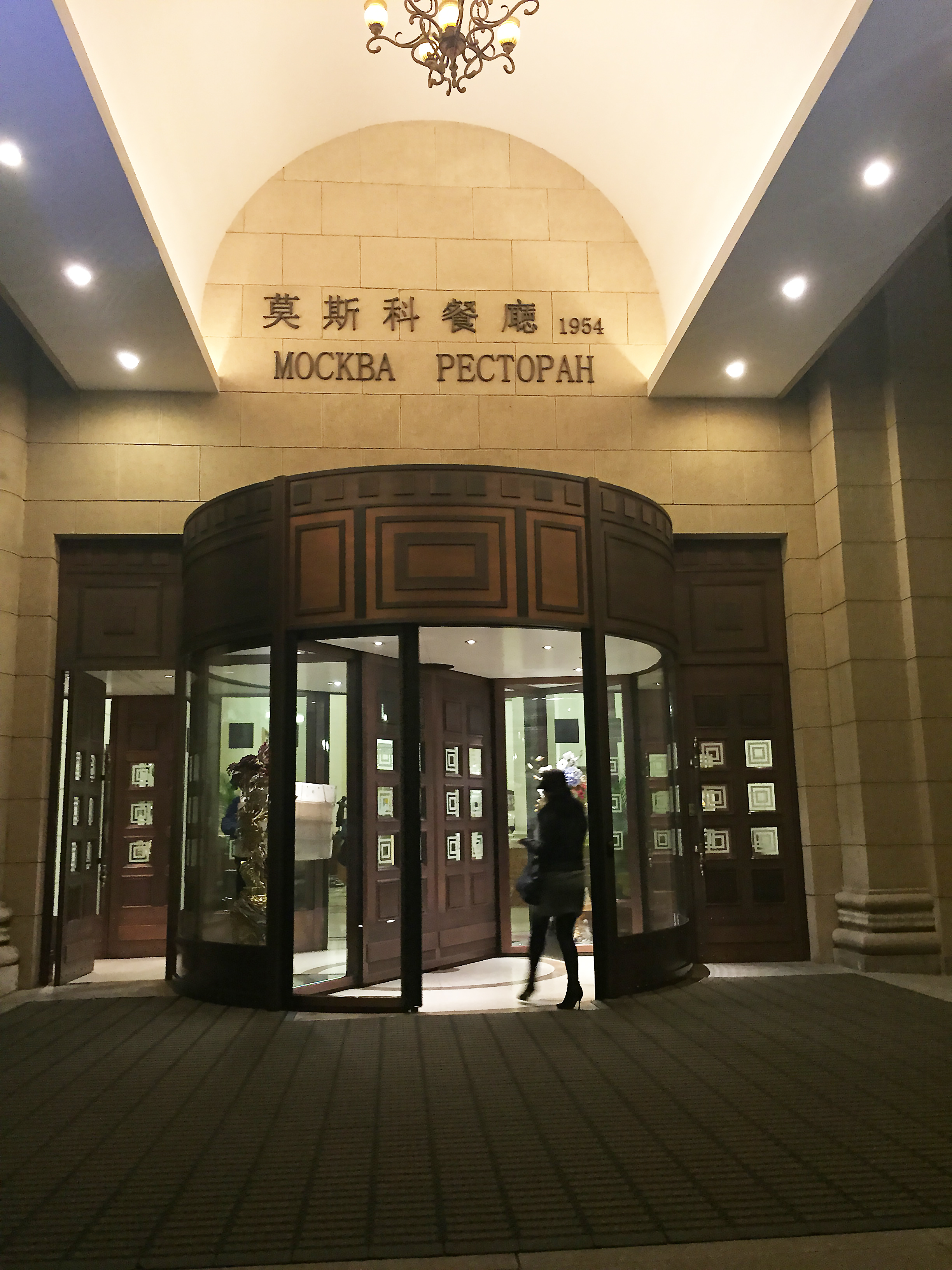
莫斯科餐厅正门（2015年）

从北京展览馆西侧绕过北展报告厅，便可来到莫斯科餐厅。莫斯科餐厅于1954年10月建成，是北京首家对外开放的特级俄式西餐厅，被北京市民亲切地俗称为“老莫”。该餐厅设有旋转门、大吊灯和青绿雕花铜柱，呈现一派富丽堂皇的景象。
餐厅建成伊始，门口站有军区部队调来的警卫，厨房请苏联大厨烧制俄罗斯宫廷菜，餐具器皿均为银质，用餐时播放《莫斯科郊外的晚上》、《喀秋莎》、《红莓花儿开》等乐曲，以及柴可夫斯基的《六月船歌》、《悲怆》等古典音乐，前来就餐的顾客须凭票进入。1954年10月27日，中央民委在该餐厅宴请前来北京展览馆参观的达赖、班禅及西藏僧俗官员。1957年，朱德到莫斯科餐厅就餐，该餐厅的主厨王兆忠特意为朱德做了两个巨型糖花：克里姆林宫和天安门。
后来，莫斯科餐厅逐步对外开放，出现了针对高级知识分子的对外赠券，平民百姓有钱也可以去吃。作家吴欢曾经笑着说：“上世纪五六十年代去一次老莫了不得，恨不得半年都得说道说道！”那时，一级教授季羡林也爱去莫斯科餐厅，后来他对媒体回忆称，当时自己每月工资345元，加上中国科学院学部委员的津贴每月100元，共445元，而赴莫斯科餐厅吃一次，大约需要1.5元至2元，汤菜全有，还有黄油面包，以及一杯啤酒。莫斯科餐厅的食客不仅有党和国家领导人，还有末代皇帝溥仪、作家章诒和、《鲁迅传》的导演陈鲤庭、演员于蓝等等。
文化大革命期间，北京的各军区大院的子弟为莫斯科餐厅起了“老莫”这一绰号。姜文的电影《阳光灿烂的日子》中，马小军、刘忆苦等等大院子弟在莫斯科餐厅中聚众聊天，在精神空虚的岁月里，这些热血青年在“老莫”回味往昔时光，寻求精神慰藉。
1995年出版的一本画册的序言中，有画家黄永玉写的《大家张伯驹先生印象》，写到1982年黄永玉携妻儿赴莫斯科餐厅吃饭，“忽见伯驹先生蹒跚而来，孤寂索漠，坐于小偏桌旁。餐至，红菜汤一盆，面包果酱，小碟黄油两小块，先生缓慢从容，品味红菜汤毕，小心自口袋取出小毛巾一方，将抹上果酱及黄油之四片面包细心裹就，提小包自人丛缓缓隐去……”这是因为张伯驹的妻子潘素生病了，这小方巾包裹的面包是拿回家给潘素吃的。黄永玉评价张伯驹： “富不骄，贫能安，临危不惧，见辱不惊……真大忍人也！”

### 北京展览馆宾馆
北京展览馆宾馆是一家中外合资酒店，位于北京展览馆院内。该酒店于1988年开业，2004年重新装修，主楼高7层，拥有客房246间套。